# Comunicación publicitaria
La comunicación es el proceso mediante el cual se transmite información entre una entidad a otra. Dichos procesos son interacciones mediadas por signos entre dos agentes que comparten un mismo repertorio de signos y tienden reglas semióticas comunes.
La publicidad es la técnica de comunicación múltiple que utiliza en forma paga los medios de difusión para la obtención de objetivos comerciales, intentando actuar sobre las actitudes de personas. Tratándose de una comunicación, debe existir un emisor: el enunciante, y un receptor: la audiencia. Entre estos dos existen otras entidades: una agencia de publicidad (institución que media entre publicitantes y medios), un emisor técnico (quien crea, produce y planifica la difusión de los avisos) y finalmente el medio, que difunde el aviso haciéndolo llegar a la audiencia.

## Diferencia entre Publicidad yPropaganda
La primera, tiene objetivos comerciales, sin embargo, la segunda tiene como misión la propagación de ideas sin fines de lucro. Ambos suelen utilizar las mismas técnicas para lograr los mismos objetivos.
Marketing es una acción empresaria que utiliza a la publicidad con la finalidad de vender. El objetivo de la empresa es obtener ganancias, el del marketing es vender, tomar un porcentaje del mercado de los posibles consumidores del producto, y el objetivo publicitario es comunicar las ventajas diferenciándolas del producto.

## La agencia de publicidad
A la hora de contactar a una agencia de publicidad, se establece un perfil de lo que se necesita, elaborando un documento que debe aprobar el director de la empresa. Luego, el profesional publicitario comienza la pre-selección, verifica que no tenga cuenta con la competencia, la posición en el mercado, etc. Lo siguiente, es tratarlo personalmente. Cuando los directivos del área de publicidad de la empresa estén conformes con la capacidad de comunicación de la agencia, se está en condiciones de decidir. Es normal que la empresa opere con distintas agencias para la distribución de diversos productos.
Las estructuras de las agencia de publicidad varían de acuerdo a distintos factores, que pueden distinguirse en 3 áreas básicas:
1. Servicio externo: es el que mantiene las relaciones técnico profesionales con los anunciantes.
2. Servicio interno: se encarga de las tareas específicamente publicitarias.
3. Sector administrativo: es el que maneja los aspectos económicos y financieros.

Existen diferentes tipos de agencias de publicidad, entre ellas:
1. Agencia independiente: es la que no tiene dependencia estructural, organizativa o administrativa. Cuya ventaja es la independencia de criterio profesional en misión de asesoramiento. La desventaja es el pago de los honorarios.
2. Agencia dependiente: está organizada legalmente, cuyos estatutos o contratos revelan que deben un trato comercial preferencial a otra empresa. Las ventajas son las reducciones de los costos de servicio, mientras que la desventaja realiza una disminución de la calidad que se contrata, debido a la reducción de costos y perdida de independencia en el criterio profesional.
3. Departamento de publicidad en la empresa: caso en el que deciden manejar por sí mismas la comunicación publicitaria. Ventajas: no tiene intervención de terceros. Desventaja: es un proceso menos técnico y profesional.

## Medios de Difusión
Tienen como misión publicitaria hacer llegar el mensaje del anunciante a su destinatario, las personas con quien trata de comunicarse.

### Medios de Comunicación
Son organizaciones técnico-especializadas, que adoptan forma de empresas, presentan 3 áreas de trabajo estructurales:
- Área técnico-específica: debe comunicar, mediante técnicas, todo lo que acontece, presentándole un servicio.
- Área publicitaria: los medios necesitan dinero para poder existir y para obtenerlo siguen tres principios: subvención, venta de ejemplares y venta de espacios publicitarios.
- Área administrativa.

### Mecánica operativa entre el Medio y la Agencia
La agencia realiza solicitudes para operar con el medio, puede ser tácita (pago por adelantado de la aparición de los avisos) o explícita (el medio otorga una cuenta corriente que le permite operar).
La agencia de publicidad es la única responsable del pago de facturas y debe hacerse cargo de todo, aun cuando el anunciante no le hubiera pagado.
La compra de espacio y tiempo se materializa en la orden de publicidad de la agencia aceptada por el medio. Es un formulario donde se detalla: anunciante, medidas, tamaño, duración, ubicación, hora, día, programa, cantidad de colores, otros necesarios para realizar la emisión.

### Características que ofrece cada medio
1. Diarios: información voluminosa, con cierto grado de selectividad de audiencia, fugacidad de información brindada.
2. Revistas: información entretenida, detallada, original, concreta y específica, de mayor vida útil.
3. Radios: información esencial en forma instantánea a sectores amplios de audiencia.
4. Cine: información fácilmente captable, logra selectividad de audiencia.
5. Televisión: información asimilable a amplios sectores, poca selectividad de audiencia.
6. Internet: información de todo tipo, segmentada a un grupo o nicho en particular, o sin segmentar, gran alcance, persistente, asequible las 24 horas.

La comunicación comercial publicitaria transmite información relacionada con productos comerciales: las ventajas físicas de uso o hechos para que los receptores adopten ciertas actitudes.

## Investigación publicitaria
La Agencia de Publicidad debe informarse sobre la empresa y el producto, utilizando fuentes.
- Escritas: la técnica debe estar referida al producto, la histórica a su evolución, el marketing a su situación presente y planes futuros. La externa es información necesaria sobre consumidores y las reacciones, la referencial da cuenta sobre el mercado y la competencia, en cuanto a las publicitarias nos muestra los aspectos técnicos de la campaña.

- Forma: elaboración del producto o mecanismo que hace posible la prestación del servicio.

- Producto o servicio: utilizarlo, probarlo, experimentarlo.

Análisis de Mercado
- Debe hacerse un análisis de mercado, para conocer el mercado total donde se relevan los datos de participación de la empresa y la posición de la misma en el mercado.
- También un análisis sobre el producto y la presentación, teniendo en cuenta aspectos, ventajas y desventajas.
- Los canales de distribución: ¿cómo?, ¿qué?, ¿quién? y zonas geográficas.
- Los hábitos y actitudes de consumo: haciendo preferencia en la frecuencia y en los aspectos motivacionales.
- La actividad de la competencia: estar atentos a la reacción.

Documentos Básicos
De dónde se obtiene la información que la empresa le entrega a la agencia siendo ésta de producción marketing, productos o servicios que deben traducirse a documentos, los cuales fijan normas a las cuales debe ajustarse la comunicación luego de ser aprobados por el interesado, se procede a la creación de avisos y planificación de su difusión.
Los objetivos publicitarios
Son el fin que se busca mediante la acción publicitaria. La medida es lo que permite mensurarlos y el plazo es el período que le fija un término.
La Estrategia de Audiencia
Es el sector del público decididor, comprador y/o usuario del producto o servicio que publicitamos, dividiéndose en:
1. Audiencia objetiva: es hacia donde deben centrarse las comunicaciones.
2. Audiencia subjetiva: es la parte que debe ser alcanzada por la comunicación para predisponerla a la acción de la audiencia objetiva.

Se debe individualizar a un conjunto homogéneo de personas según características como: sexo, edad, estado civil, nivel socioeconómico, lugar de residencia, nacionalidad, actividad económica, nivel de instrucción, grado de cultura, afición turística, etc. siendo necesarios para concretar el carácter del decididor, permitiendo fijar los lugares geográficos para desarrollar la campaña, determinar el lenguaje: oral, escrito, gráfico y planificar otras acciones de comunicación.
La Propuesta de Comunicación
Es el resumen de los argumentos que diferencian positivamente a favor del producto o servicio.
1. Refiriéndose al producto: si es nuevo, el color, peso.
2. A su uso: características positivas.
3. Al resultado: debe comprobarse.
4. Al resultado del resultado: el mundo de fantasías personales o mitos.
5. Su simbología: carácter de pertenencia a estratos socio-económicos.
6. A la imagen: argumento del contenido conceptual de marcas.

Es la que establece qué debe decirse en los mensajes. Requiere conocer la posición del producto, ¿qué es para el consumidor?, ¿qué representa la posesión o uso?, ¿cuándo y dónde lo compra?, ¿por qué?, la actitud frente a los mensajes publicitarios.
Las Investigaciones Publicitarias se realizan para conocer costumbres y actitudes del receptor. Dentro de las mismas se encuentran:
- Investigaciones de consumo: sobre qué consumen o no. Tienen una variable económica que es la disponibilidad del dinero. Una variable racional: refiriéndonos a un análisis lógico de la opción de compra: tiempo, prioridad. Y una variable psicológica: siendo una decisión razonada. Se clasifican en:

1. Investigaciones cuantitativas: indagan sobre algún mercado. Los resultados de las encuestas son proyectables. Se usa para obtener datos del medio.
2. Investigaciones cualitativas: indagan las razones manifiestas sobre la conducta del consumidor. Sirve para conocer datos sobre el mensaje. Recurre a la entrevista.
3. Investigaciones motivacionales: indagan razones psicológicas, motivaciones, rechazos, creencias. El método motivacional es una selección de un grupo y charla con un psicólogo.

- Investigaciones de la creación: del concepto a comunicar que debe ser creíble, diferenciador, uniconceptual (información concreta, rápidamente comprensible) y del mensaje: eficiencia de los mismos antes de la difusión para mejorar puntos débiles ordenando y durante para incluir determinados estímulos en la próxima campaña.

- Investigaciones sistemáticas de medios: de un sistema de comunicación para conocer la composición de la audiencia, el alcance de los medios, la distribución de la inversión publicitaria a través del índice verificador de circulaciones.Y accidentales de medios, de uno de ellos para conocer la audiencia, de una agencia sobre un medio por falta de información, de una empresa a un sistema de medios.